# EPrix van Berlijn 2024
De ePrix van Berlijn 2024 werd gehouden over twee races op 11 en 12 mei 2024 op het Tempelhof Airport Street Circuit. Dit waren de negende en tiende race van het tiende Formule E-seizoen.
De eerste race werd gewonnen door Jaguar-coureur Nick Cassidy, die zijn tweede zege van het seizoen behaalde. Jean-Éric Vergne werd voor DS tweede, terwijl Nissan-rijder Oliver Rowland derde werd.
De tweede race werd gewonnen door Porsche-coureur António Félix da Costa, die na zijn diskwalificatie in Misano zijn eerste zege van het seizoen behaalde. Nick Cassidy eindigde als tweede, terwijl Oliver Rowland opnieuw derde werd.

## Race 1

### Kwalificatie

#### Groepsfase
De top vier uit iedere groep kwalificeerde zich voor de knockoutfase.
Groep A
| Pos | No | Coureur                | Team             | Tijd     |
| --- | -- | ---------------------- | ---------------- | -------- |
| 1   | 48 | Edoardo Mortara        | Mahindra         | 1:02.619 |
| 2   | 94 | Pascal Wehrlein        | Porsche          | 1:02.771 |
| 3   | 25 | Jean-Éric Vergne       | DS               | 1:02.776 |
| 4   | 18 | Jehan Daruvala         | Maserati         | 1:02.801 |
| 5   | 13 | António Félix da Costa | Porsche          | 1:02.885 |
| 6   | 9  | Mitch Evans            | Jaguar           | 1:02.893 |
| 7   | 33 | Dan Ticktum            | ERT              | 1:02.943 |
| 8   | 21 | Jordan King            | Mahindra         | 1:02.954 |
| 9   | 23 | Sacha Fenestraz        | Nissan           | 1:03.093 |
| 10  | 4  | Joel Eriksson          | Envision-Jaguar  | 1:03.094 |
| 11  | 1  | Jake Dennis            | Andretti-Porsche | 1:03.110 |

Groep B
| Pos | No | Coureur              | Team             | Tijd     |
| --- | -- | -------------------- | ---------------- | -------- |
| 1   | 11 | Lucas di Grassi      | Abt-Mahindra     | 1:02.615 |
| 2   | 7  | Maximilian Günther   | Maserati         | 1:02.713 |
| 3   | 2  | Stoffel Vandoorne    | DS               | 1:02.717 |
| 4   | 3  | Sérgio Sette Câmara  | ERT              | 1:02.761 |
| 5   | 37 | Nick Cassidy         | Jaguar           | 1:02.840 |
| 6   | 51 | Kelvin van der Linde | Abt-Mahindra     | 1:02.870 |
| 7   | 8  | Taylor Barnard       | McLaren-Nissan   | 1:02.926 |
| 8   | 22 | Oliver Rowland       | Nissan           | 1:02.948 |
| 9   | 5  | Jake Hughes          | McLaren-Nissan   | 1:03.037 |
| 10  | 16 | Paul Aron            | Envision-Jaguar  | 1:03.092 |
| 11  | 17 | Norman Nato          | Andretti-Porsche | 1:03.159 |

#### Knockoutfase
De combinatie letter/cijfer staat voor de groep waarin de betreffende coureur uitkwam en de positie die hij in deze groep behaalde.
|  | Kwartfinale         | Kwartfinale         |                   |          | Halve finale | Halve finale |  |  | Finale | Finale |
|  |                     |                     |                   |          |              |              |  |  |        |        |
|  |                     |                     |                   |          |              |              |  |  |        |        |
|  | A3-A2               |                     |                   |          |              |              |  |  |        |        |
|  |                     |                     |                   |          |              |              |  |  |        |        |
|  | Jean-Éric Vergne    | 1:02.212            |                   |          |              |              |  |  |        |        |
|  | Jean-Éric Vergne    | 1:02.212            | K1-K2             |          |              |              |  |  |        |        |
|  | Pascal Wehrlein     | 1:02.294            |                   |          |              |              |  |  |        |        |
|  | Pascal Wehrlein     | 1:02.294            | Jean-Éric Vergne  | 1:01.959 |              |              |  |  |        |        |
|  | A4-A1               |                     | Jean-Éric Vergne  | 1:01.959 |              |              |  |  |        |        |
|  |                     | Edoardo Mortara     | 1:01.850          |          |              |              |  |  |        |        |
|  | Jehan Daruvala      | Edoardo Mortara     | 1:01.850          | 1:02.332 |              |              |  |  |        |        |
|  | Jehan Daruvala      |                     | H1-H2             | 1:02.332 |              |              |  |  |        |        |
|  | Edoardo Mortara     | 1:02.078            |                   |          |              |              |  |  |        |        |
|  | Edoardo Mortara     | 1:02.078            | Edoardo Mortara   | 1:01.741 |              |              |  |  |        |        |
|  | B3-B2               |                     | Edoardo Mortara   | 1:01.741 |              |              |  |  |        |        |
|  |                     | Stoffel Vandoorne   | 1:02.008          |          |              |              |  |  |        |        |
|  | Stoffel Vandoorne   | Stoffel Vandoorne   | 1:02.008          | 1:01.910 |              |              |  |  |        |        |
|  | Stoffel Vandoorne   | K3-K4               |                   | 1:01.910 |              |              |  |  |        |        |
|  | Maximilian Günther  | 1:02.156            |                   |          |              |              |  |  |        |        |
|  | Maximilian Günther  | 1:02.156            | Stoffel Vandoorne | 1:01.844 |              |              |  |  |        |        |
|  | B4-B1               |                     | Stoffel Vandoorne | 1:01.844 |              |              |  |  |        |        |
|  |                     | Sérgio Sette Câmara | 1:02.031          |          |              |              |  |  |        |        |
|  | Sérgio Sette Câmara | Sérgio Sette Câmara | 1:02.031          | 1:02.159 |              |              |  |  |        |        |
|  | Sérgio Sette Câmara |                     |                   | 1:02.159 |              |              |  |  |        |        |
|  | Lucas di Grassi     | 1:02.388            |                   |          |              |              |  |  |        |        |
|  | Lucas di Grassi     | 1:02.388            |                   |          |              |              |  |  |        |        |

#### Startopstelling
| Pos | No | Coureur                | Team             |
| --- | -- | ---------------------- | ---------------- |
| 1   | 48 | Edoardo Mortara        | Mahindra         |
| 2   | 2  | Stoffel Vandoorne      | DS               |
| 3   | 25 | Jean-Éric Vergne       | DS               |
| 4   | 3  | Sérgio Sette Câmara    | ERT              |
| 5   | 7  | Maximilian Günther     | Maserati         |
| 6   | 94 | Pascal Wehrlein        | Porsche          |
| 7   | 11 | Lucas di Grassi        | Abt-Mahindra     |
| 8   | 13 | António Félix da Costa | Porsche          |
| 9   | 37 | Nick Cassidy           | Jaguar           |
| 10  | 9  | Mitch Evans            | Jaguar           |
| 11  | 51 | Kelvin van der Linde   | Abt-Mahindra     |
| 12  | 33 | Dan Ticktum            | ERT              |
| 13  | 8  | Taylor Barnard         | McLaren-Nissan   |
| 14  | 21 | Jordan King            | Mahindra         |
| 15  | 22 | Oliver Rowland         | Nissan           |
| 16  | 23 | Sacha Fenestraz        | Nissan           |
| 17  | 5  | Jake Hughes            | McLaren-Nissan   |
| 18  | 4  | Joel Eriksson          | Envision-Jaguar  |
| 19  | 16 | Paul Aron              | Envision-Jaguar  |
| 20  | 1  | Jake Dennis            | Andretti-Porsche |
| 21  | 17 | Norman Nato            | Andretti-Porsche |
| 22  | 18 | Jehan Daruvala         | Maserati         |

### Race
| Pos | No | Coureur                | Team             | Rondes | Tijd/Oorzaak uitval | Grid | Punten |
| --- | -- | ---------------------- | ---------------- | ------ | ------------------- | ---- | ------ |
| 1   | 37 | Nick Cassidy           | Jaguar           | 46     | 1:01:54.939         | 9    | 26     |
| 2   | 25 | Jean-Éric Vergne       | DS               | 46     | +4.651              | 3    | 18     |
| 3   | 22 | Oliver Rowland         | Nissan           | 46     | +4.915              | 15   | 15     |
| 4   | 9  | Mitch Evans            | Jaguar           | 46     | +5.340              | 10   | 12     |
| 5   | 94 | Pascal Wehrlein        | Porsche          | 46     | +5.631              | 6    | 10     |
| 6   | 13 | António Félix da Costa | Porsche          | 46     | +5.760              | 8    | 8      |
| 7   | 2  | Stoffel Vandoorne      | DS               | 46     | +6.363              | 2    | 6      |
| 8   | 48 | Edoardo Mortara        | Mahindra         | 46     | +7.221              | 1    | 7      |
| 9   | 23 | Sacha Fenestraz        | Nissan           | 46     | +9.592              | 16   | 2      |
| 10  | 8  | Taylor Barnard         | McLaren-Nissan   | 46     | +9.644              | 13   | 1      |
| 11  | 51 | Kelvin van der Linde   | Abt-Mahindra     | 46     | +10.133             | 11   |        |
| 12  | 21 | Jordan King            | Mahindra         | 46     | +10.427             | 14   |        |
| 13  | 16 | Paul Aron              | Envision-Jaguar  | 46     | +16.598             | 19   |        |
| 14  | 33 | Dan Ticktum            | ERT              | 46     | +23.270             | 12   |        |
| 15  | 5  | Jake Hughes            | McLaren-Nissan   | 46     | +55.538             | 17   |        |
| 16  | 3  | Sérgio Sette Câmara    | ERT              | 45     | +1 ronde            | 4    |        |
| 17  | 18 | Jehan Daruvala         | Maserati         | 45     | +1 ronde            | 22   |        |
| 18  | 17 | Norman Nato            | Andretti-Porsche | 45     | +1 ronde            | 21   |        |
| DNF | 1  | Jake Dennis            | Andretti-Porsche | 38     | Lekke band          | 20   |        |
| DNF | 7  | Maximilian Günther     | Maserati         | 28     | Ongeluk             | 5    |        |
| DNF | 11 | Lucas di Grassi        | Abt-Mahindra     | 20     | Schade ongeluk      | 7    |        |
| DNF | 4  | Joel Eriksson          | Envision-Jaguar  | 9      | Schade              | 18   |        |

## Race 2

### Kwalificatie

#### Groepsfase
De top vier uit iedere groep kwalificeerde zich voor de knockoutfase.
Groep A
| Pos | No | Coureur                | Team            | Tijd     |
| --- | -- | ---------------------- | --------------- | -------- |
| 1   | 37 | Nick Cassidy           | Jaguar          | 1:02.544 |
| 2   | 7  | Maximilian Günther     | Maserati        | 1:02.639 |
| 3   | 9  | Mitch Evans            | Jaguar          | 1:02.655 |
| 4   | 48 | Edoardo Mortara        | Mahindra        | 1:02.655 |
| 5   | 13 | António Félix da Costa | Porsche         | 1:02.717 |
| 6   | 11 | Lucas di Grassi        | Abt-Mahindra    | 1:02.729 |
| 7   | 5  | Jake Hughes            | McLaren-Nissan  | 1:02.754 |
| 8   | 22 | Oliver Rowland         | Nissan          | 1:02.757 |
| 9   | 33 | Dan Ticktum            | ERT             | 1:02.789 |
| 10  | 16 | Paul Aron              | Envision-Jaguar | 1:02.918 |
| 11  | 51 | Kelvin van der Linde   | Abt-Mahindra    | 1:02.969 |

Groep B
| Pos | No | Coureur             | Team             | Tijd     |
| --- | -- | ------------------- | ---------------- | -------- |
| 1   | 1  | Jake Dennis         | Andretti-Porsche | 1:02.518 |
| 2   | 17 | Norman Nato         | Andretti-Porsche | 1:02.558 |
| 3   | 2  | Stoffel Vandoorne   | DS               | 1:02.577 |
| 4   | 94 | Pascal Wehrlein     | Porsche          | 1:02.601 |
| 5   | 25 | Jean-Éric Vergne    | DS               | 1:02.610 |
| 6   | 4  | Joel Eriksson       | Envision-Jaguar  | 1:02.670 |
| 7   | 18 | Jehan Daruvala      | Maserati         | 1:02.693 |
| 8   | 3  | Sérgio Sette Câmara | ERT              | 1:02.761 |
| 9   | 23 | Sacha Fenestraz     | Nissan           | 1:02.827 |
| 10  | 8  | Taylor Barnard      | McLaren-Nissan   | 1:02.916 |
| 11  | 21 | Jordan King         | Mahindra         | 1:03.034 |

#### Knockoutfase
De combinatie letter/cijfer staat voor de groep waarin de betreffende coureur uitkwam en de positie die hij in deze groep behaalde.
|  | Kwartfinale        | Kwartfinale  |              |           | Halve finale | Halve finale |  |  | Finale | Finale |
|  |                    |              |              |           |              |              |  |  |        |        |
|  |                    |              |              |           |              |              |  |  |        |        |
|  | A3-A2              |              |              |           |              |              |  |  |        |        |
|  |                    |              |              |           |              |              |  |  |        |        |
|  | Mitch Evans        | 1:02.056     |              |           |              |              |  |  |        |        |
|  | Mitch Evans        | 1:02.056     | K1-K2        |           |              |              |  |  |        |        |
|  | Maximilian Günther | 1:02.165     |              |           |              |              |  |  |        |        |
|  | Maximilian Günther | 1:02.165     | Mitch Evans  | 1:02.218  |              |              |  |  |        |        |
|  | A4-A1              |              | Mitch Evans  | 1:02.218  |              |              |  |  |        |        |
|  |                    | Nick Cassidy | 1:02.067     |           |              |              |  |  |        |        |
|  | Edoardo Mortara    | Nick Cassidy | 1:02.067     | 1:02.248  |              |              |  |  |        |        |
|  | Edoardo Mortara    |              | H1-H2        | 1:02.248  |              |              |  |  |        |        |
|  | Nick Cassidy       | 1:01.994     |              |           |              |              |  |  |        |        |
|  | Nick Cassidy       | 1:01.994     | Nick Cassidy | 1:02.050  |              |              |  |  |        |        |
|  | B3-B2              |              | Nick Cassidy | 1:02.050  |              |              |  |  |        |        |
|  |                    | Jake Dennis  | 1:01.819     |           |              |              |  |  |        |        |
|  | Stoffel Vandoorne  | Jake Dennis  | 1:01.819     | Geen tijd |              |              |  |  |        |        |
|  | Stoffel Vandoorne  | K3-K4        |              | Geen tijd |              |              |  |  |        |        |
|  | Norman Nato        | 1:02.026     |              |           |              |              |  |  |        |        |
|  | Norman Nato        | 1:02.026     | Norman Nato  | 1:02.110  |              |              |  |  |        |        |
|  | B4-B1              |              | Norman Nato  | 1:02.110  |              |              |  |  |        |        |
|  |                    | Jake Dennis  | 1:02.088     |           |              |              |  |  |        |        |
|  | Pascal Wehrlein    | Jake Dennis  | 1:02.088     | 1:02.217  |              |              |  |  |        |        |
|  | Pascal Wehrlein    |              |              | 1:02.217  |              |              |  |  |        |        |
|  | Jake Dennis        | 1:02.049     |              |           |              |              |  |  |        |        |
|  | Jake Dennis        | 1:02.049     |              |           |              |              |  |  |        |        |

#### Startopstelling
| Pos | No | Coureur                | Team             |
| --- | -- | ---------------------- | ---------------- |
| 1   | 1  | Jake Dennis            | Andretti-Porsche |
| 2   | 37 | Nick Cassidy           | Jaguar           |
| 3   | 17 | Norman Nato            | Andretti-Porsche |
| 4   | 9  | Mitch Evans            | Jaguar           |
| 5   | 7  | Maximilian Günther     | Maserati         |
| 6   | 94 | Pascal Wehrlein        | Porsche          |
| 7   | 48 | Edoardo Mortara        | Mahindra         |
| 8   | 2  | Stoffel Vandoorne      | DS               |
| 9   | 25 | Jean-Éric Vergne       | DS               |
| 10  | 13 | António Félix da Costa | Porsche          |
| 11  | 4  | Joel Eriksson          | Envision-Jaguar  |
| 12  | 11 | Lucas di Grassi        | Abt-Mahindra     |
| 13  | 18 | Jehan Daruvala         | Maserati         |
| 14  | 5  | Jake Hughes            | McLaren-Nissan   |
| 15  | 3  | Sérgio Sette Câmara    | ERT              |
| 16  | 22 | Oliver Rowland         | Nissan           |
| 17  | 23 | Sacha Fenestraz        | Nissan           |
| 18  | 8  | Taylor Barnard         | McLaren-Nissan   |
| 19  | 16 | Paul Aron              | Envision-Jaguar  |
| 20  | 21 | Jordan King            | Mahindra         |
| 21  | 51 | Kelvin van der Linde   | Abt-Mahindra     |
| 22  | 33 | Dan Ticktum            | ERT              |

### Race
| Pos | No | Coureur                | Team             | Rondes | Tijd/Oorzaak uitval | Grid | Punten |
| --- | -- | ---------------------- | ---------------- | ------ | ------------------- | ---- | ------ |
| 1   | 13 | António Félix da Costa | Porsche          | 41     | 47:55.043           | 10   | 25     |
| 2   | 37 | Nick Cassidy           | Jaguar           | 41     | +0.691              | 2    | 19     |
| 3   | 22 | Oliver Rowland         | Nissan           | 41     | +2.820              | 16   | 15     |
| 4   | 94 | Pascal Wehrlein        | Porsche          | 41     | +4.147              | 6    | 12     |
| 5   | 1  | Jake Dennis            | Andretti-Porsche | 41     | +4.548              | 1    | 13     |
| 6   | 9  | Mitch Evans            | Jaguar           | 41     | +4.953              | 4    | 8      |
| 7   | 18 | Jehan Daruvala         | Maserati         | 41     | +6.032              | 13   | 6      |
| 8   | 8  | Taylor Barnard         | McLaren-Nissan   | 41     | +6.698              | 18   | 4      |
| 9   | 4  | Joel Eriksson          | Envision-Jaguar  | 41     | +7.119              | 11   | 2      |
| 10  | 25 | Jean-Éric Vergne       | DS               | 41     | +7.357              | 9    | 1      |
| 11  | 11 | Lucas di Grassi        | Abt-Mahindra     | 41     | +8.204              | 12   |        |
| 12  | 5  | Jake Hughes            | McLaren-Nissan   | 41     | +10.349             | 14   |        |
| 13  | 3  | Sérgio Sette Câmara    | ERT              | 41     | +10.403             | 15   |        |
| 14  | 16 | Paul Aron              | Envision-Jaguar  | 41     | +11.124             | 19   |        |
| 15  | 51 | Kelvin van der Linde   | Abt-Mahindra     | 41     | +11.780             | 21   |        |
| 16  | 48 | Edoardo Mortara        | Mahindra         | 41     | +12.143             | 7    |        |
| 17  | 33 | Dan Ticktum            | ERT              | 41     | +12.642             | 22   |        |
| 18  | 21 | Jordan King            | Mahindra         | 41     | +16.494             | 20   |        |
| 19  | 17 | Norman Nato            | Andretti-Porsche | 41     | +20.851             | 3    |        |
| 20  | 2  | Stoffel Vandoorne      | DS               | 41     | +36.753             | 8    |        |
| DNF | 23 | Sacha Fenestraz        | Nissan           | 24     | Botsing             | 17   |        |
| DNF | 7  | Maximilian Günther     | Maserati         | 10     | Schade ongeluk      | 5    |        |

## Tussenstanden wereldkampioenschap

### Coureurs
| Positie | No. | Rijder                 | Team             | Punten |
| ------- | --- | ---------------------- | ---------------- | ------ |
| 01      | 37  | Nick Cassidy           | Jaguar           | 140    |
| 02      | 94  | Pascal Wehrlein        | Porsche          | 124    |
| 03      | 22  | Oliver Rowland         | Nissan           | 118    |
| 04      | 1   | Jake Dennis            | Andretti-Porsche | 102    |
| 05      | 9   | Mitch Evans            | Jaguar           | 97     |
| 06      | 25  | Jean-Éric Vergne       | DS               | 84     |
| 07      | 7   | Maximilian Günther     | Maserati         | 65     |
| 08      | 13  | António Félix da Costa | Porsche          | 59     |
| 09      | 2   | Stoffel Vandoorne      | DS               | 43     |
| 10      | 8   | Sam Bird               | McLaren-Nissan   | 38     |

### Teams
| Positie | Team             | Punten |
| ------- | ---------------- | ------ |
| 01      | Jaguar           | 237    |
| 02      | Porsche          | 184    |
| 03      | Nissan           | 144    |
| 04      | DS               | 127    |
| 05      | Andretti-Porsche | 126    |
| 06      | Maserati         | 73     |
| 07      | McLaren-Nissan   | 68     |
| 08      | Envision-Jaguar  | 43     |
| 09      | ERT              | 23     |
| 10      | Abt-Mahindra     | 19     |

### Constructeurs
| Pos. | Constructeur | Punten |
| ---- | ------------ | ------ |
| 01   | Jaguar       | 266    |
| 02   | Porsche      | 262    |
| 03   | Nissan       | 202    |
| 04   | Stellantis   | 186    |
| 05   | Mahindra     | 26     |
| 06   | ERT          | 23     |